# Аз съм ти
„Аз съм ти...“ е български игрален филм от 2012 година на режисьора Петър Попзлатев, по сценарий на Теодора Димова и Петър Попзлатев. Оператор е Емил Христов. Музиката във филма е на Калин Николов. Филмът е заснет по недовършения роман на Димитър Димов – „Роман без заглавие“ и продължението му, написано от дъщеря му Теодора Димова под заглавието „Адриана“.

## Сюжет
Главната героиня е красивата Адриана, светска лъвица от стария хайлайф. На преклонна възраст тя се връща към миналото си. В спомените я връща младата Юра, която възрастната дама наема за своя компаньонка. Двете се сближават и съдбите им се преплитат...

## Актьорски състав
В ГЛАВНИТЕ РОЛИ:
- Жанет Спасова – Адриана / възрастната Адриана
- Ирмена Чичикова – Адриана / Юра
- Богдан Глишев – Гайтанов
- Захари Бахаров – Лъчезаров
- Ованес Торосян – Боян
- Владимир Пенев – Симеон
- Деян Донков – Рири Адамов
- Михаил Билалов – Виктор Ласло
- Владимир Карамазов – Жермен
- Милиана Ленак – Мария
- Пенко Господинов – Славчев / кастинг епизодици
- Жана Стоянович – бабата на Юра

В РОЛИТЕ:
- Светлана Янчева – кастинг главна роля
- Веселин Мезеклиев – началник на морското училище
- Иван Юруков – телевизионен водещ
- Мирослава Гоговска – икономка
- Мирослав Косев – управител на военен клуб
- Цветан Алексиев – морски офицер
- Стефан Щерев – офицер
- Даниел Рашев – младият анархист
- Василена Атанасова – компаньонка I
- Антония Търпова – компаньонка II
- Нено Койнорски – Олег
- Милена Ерменкова – Жана
- Георги Георгиев – агент I
- Леарт Дожле – агент II
- Десислава Попзлатева – телевизионна звезда
- Иван Петрушинов – интелектуалец
- Александър Дойнов – шофьор
- Мамду Йероба – механик самолет

В ЕПИЗОДИТЕ:
- Петя Минева
- Наталия Крайнина
- Деян Арие
- Александър Войнов
- Стефан Додуров
- Дорсела Начева
- Марта Петкова
- Катерина Петрова
- Росен Канев
- Никола Хаджитанев
- Ясен Русев
- Камен Русев
- Лора Декова

## Награди
- Специална награда на журито и на град Варна на фестивала „Златна роза“ (Варна, 2012).[1]
- Награда за най-добър режисьор на фестивала „Златна роза“ (Варна, 2012) – за Петър Попзлатев.
- Награда за най-добра женска роля на фестивала „Златна роза“ (Варна, 2012) – за Жанет Спасова и Ирмена Чичикова.
- Награда на Гилдия Критика към СБФД на фестивала „Златна роза“ (Варна, 2012).
- „Награда за главна мъжка роля“ на Деян Донков на Българската филмова академия (2013).
- „Награда за поддържаща женска роля“ на Жана Стоянович на Българската филмова академия (2013).
- „Награда за художник по костюми“ за Боряна Семерджиева на Българската филмова академия (2013).[[]]
- „Награда за най-добър пълнометражен игрален филм“ на Българската филмова академия (2013).
- „Награда за сценарист на игрален филм“ на Мирела Иванова, Владимир Ганев, Стефан Коспартов на Българската филмова академия (2013).
- „Награда за филмова сценография“ на Боряна Семерджиева на Българската филмова академия (2013).
- „Награда за оператор на игрален филм“ за Емил Христов на Българската филмова академия (2013).